# Palacio Euskalduna
Het Palacio Euskalduna, geopend in februari 1999, is een gebouw met diverse concertzalen, gelegen in de stad Bilbao. De naam in het Baskisch is Euskalduna Jauregia. Op de plaats van het concertgebouw lag de voormalige Euskalduna scheepswerf en deze naam is gebruikt. De scheepsbouw was ten einde gekomen en voor het terrein werd een herontwikkelingstraject Abandoibarra gestart.
In 1992 werd een openbare wedstrijd uitgeschreven voor voor de bouw van een muziek- en congresgebouw in Bilbao. Het winnende ontwerp is van de architecten Federico Soriano en Dolores Palacios. De architecten hebben in hun ontwerp gepoogd een schip in aanbouw te reflecteren. De bouw begon in 1994 en het werd officieel geopend in februari 1999.
Binnen is er een grote verscheidenheid aan ruimtes, die functioneren als een conferentiecentrum, operagebouw en concertzaal. Hier worden veel culturele, politieke, zakelijke, academische en sociale evenementen gehouden. Het hoofdauditorium telt 2164 zitplaatsen en biedt plaats aan theatervoorstellingen, ballet, concerten en opera. Verder zijn er kleedkamers, repetitieruimtes en opslaglocaties. Het is ook de thuisbasis voor het Orquesta Sinfónica de Bilbao, het symfonieorkest van de stad, opgericht in 1920.
In 2003 werd het door de International Congress Palace Association uitgeroepen tot 's werelds beste congrescentrum.
Het is gelegen in de zone van Abandoibarra, in de buurt van het Guggenheim Museum Bilbao en naast de rivier Nervión. Het is goed bereikbaar met openbaar vervoer zoals tram en metro.